# Arioald
Arioald (również Aroal, Charoald, Ariopalt, Ariwald, zm. 636) – król Longobardów od 626 do 636 jako następca Adaloalda.
Książę Turynu. Poślubił Gundbergę, córkę longobardzkiego króla Agilulfa i siostrę Adaloalda. W 626 roku pozbawił władzy szwagra, a następnie zamknął w klasztorze swoją żonę. Był arianinem.
Po śmierci Arioalda w 636 jego następcą został książę Brescji – Rotari.